# Monophadnoides
Monophadnoides is een geslacht uit de orde van de vliesvleugeligen (Hymenoptera) en de familie van de bladwespen (Tenthredinidae). In Nederland zijn de soorten Monophadnoides rubi en Monophadnoides ruficruris waargenomen.

## Soorten
Er zijn 15 soorten bekend:
- Monophadnoides atratus
- Monophadnoides brevitheca
- Monophadnoides conspiculatus
- Monophadnoides fukaii
- Monophadnoides klausnitzeri
- Monophadnoides montanus
- Monophadnoides nipponicus
- Monophadnoides osgoodi
- Monophadnoides pauper
- Monophadnoides quebecensis
- Monophadnoides rubi Harris, 1845
- Monophadnoides ruficruris (Brullé, 1832)
- Monophadnoides scytha
- Monophadnoides sinicus
- Monophadnoides smithi